# Glena granillosa
Glena granillosa là một loài bướm đêm trong họ Geometridae.